# Cine del Perú

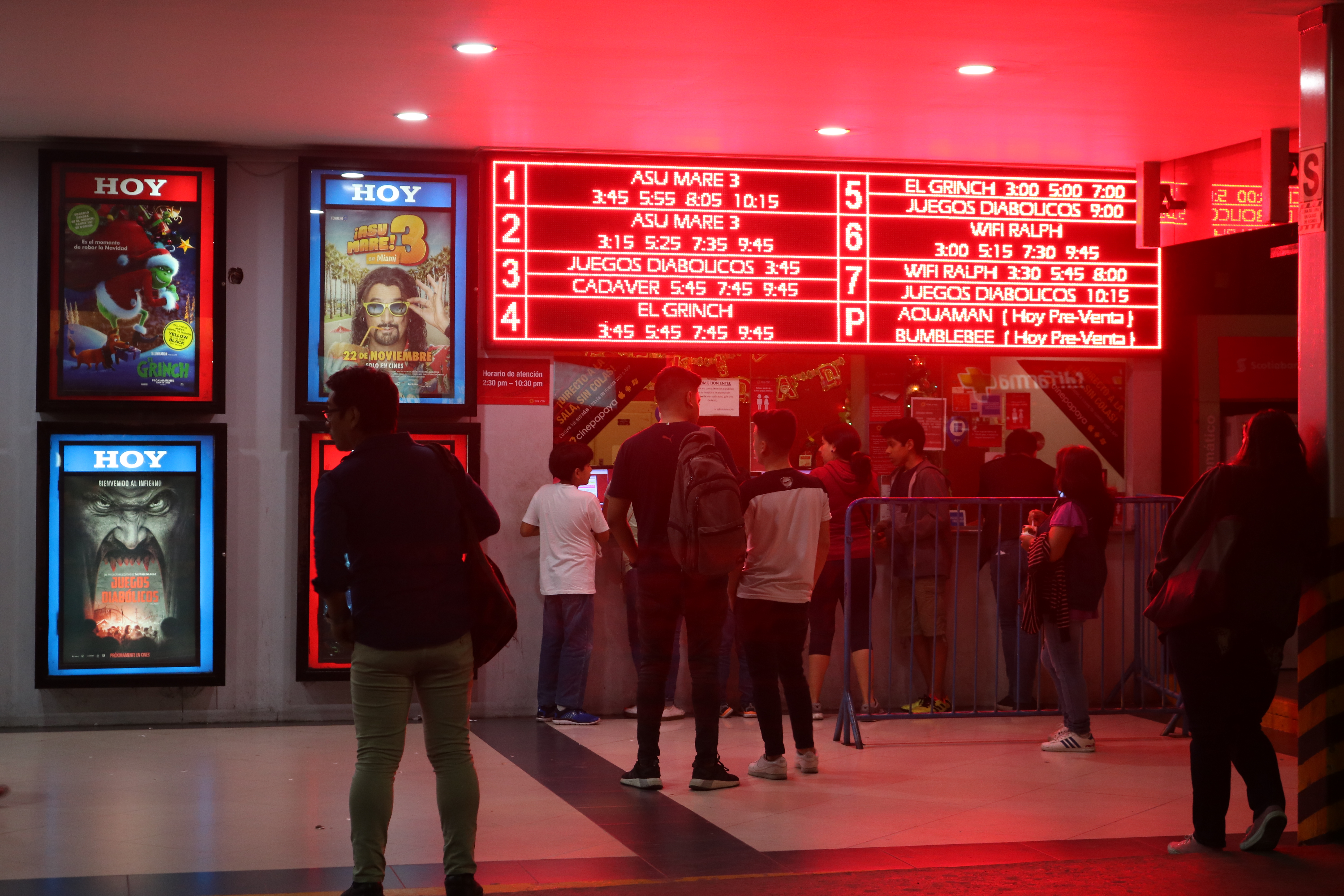
Una boletería de un cine en Lima.

El cine del Perú se inició en 1911. Contó con su propia Ley del Cine en los años 1970 en donde se buscó formar su propia industria cinematográfica.

## Historia

### Antecedentes

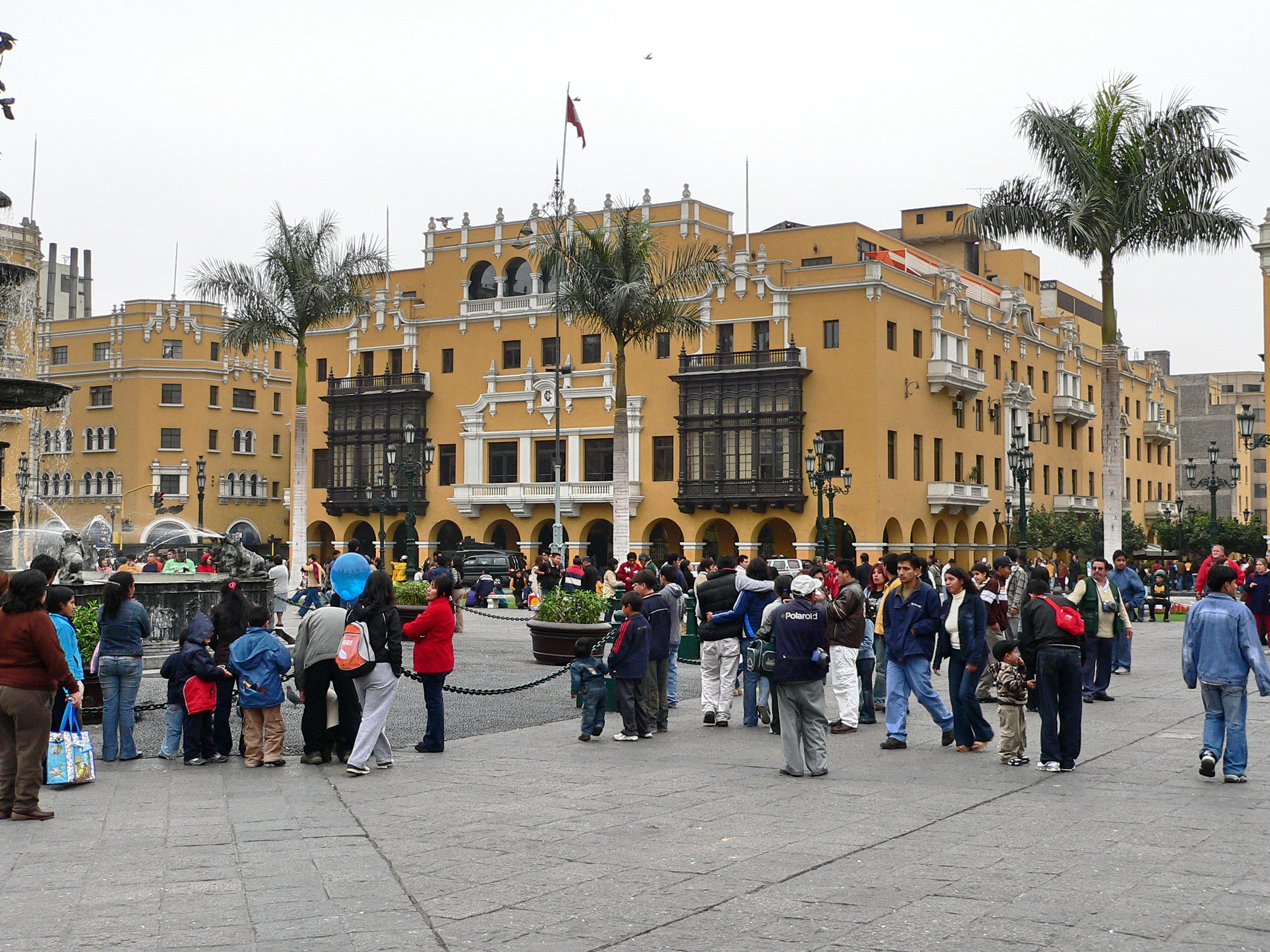
Sede central del Club de la Unión, lugar de las primeras presentaciones del cine peruano.

La primera función de un filme (usando el cinematógrafo de los hermanos Lumière) se realizó en febrero de 1897, en la Confitería Jardín Estrasburgo (hoy Club de la Unión), en Lima, Perú. Un mes antes, se había proyectado imágenes en movimiento con el aparato llamado vitascopio inventado por Thomas Alva Edison.
El público que presenció en un inicio, las proyecciones del vitascopio y del cinematógrafo fue de la aristocracia y las imágenes que observaron eran de paisajes de otros países (en 1899 se toman las primeras imágenes de Perú). Poco a poco las funciones fueron llegando a los sectores sociales más bajos, a través de exhibidores ambulantes que adquirían los aparatos y los llevaban a varios lugares recorriendo el país, generando el hábito y necesidad en el público que pagaba por ver las funciones, y haciendo así su negocio. Esto fue debido a que el cine traía estímulos venidos de lejos, convirtiéndose en una forma de poner al alcance de la gente paisajes geográficos y humanos que la falta de medios de transporte negaban (solo había rutas ferroviarias del siglo XIX, aún no se empezaba la construcción de redes de caminos esto se daría en la década de 1920). En 1907 apareció la primera construcción destinada a la producción de películas, cuya infraestructura se hizo de cartón. 1911 fue un año clave en que se instaló el cine comercial.
Durante sus primeros años (hasta 1913, año de la primera película de ficción peruana), lo que el público iba a ver en los espectáculos de imágenes en movimiento eran, por ejemplo, filmaciones de corridas de toros (de España, luego de Perú) o vistas bélicas de la guerra hispanoamericana (EE. UU. y España en Cuba), como también tomas de Perú: paisajes, arquitectura y sociedad. Los sectores aristocráticos preferían películas filmadas en paisajes urbanos extranjeros, reproducción de hechos históricos y sucesos de sociedad (aristocracia) en la ciudad de Lima. Los sectores populares preferían filmaciones cómicas.
Dentro del cine del país, se desarrolló el cine de Iquitos, una ciudad septentrional y escenario principal de la fiebre del caucho en la Amazonía peruana. La industria cauchera benefició la presencia de cineastas extranjeros en la ciudad, y el interés cinematográfico en años posteriores. Antonio Wong Rengifo, en la década de 1920, es el pionero más importante del cine de Iquitos. Otro importante escenario para el desarrollo de producciones cinematográficas, durante y después de la década de 1940, es Huancayo. Esta ciudad, ubicada en la región Junín, tuvo un desarrollo económico y cultural dinámico desde la llegada del Ferrocarril Central del Perú en 1908. Así, Teófilo Hinostroza Irrazábal fue el primer realizador de esta zona. En la década de 1950, se conocieron las producciones de Augusto Rojas Hurtado, quien incursionó en los géneros de ficción y documental. También en la misma década y en la siguiente fueron importantes los trabajos de César Villanueva Dell´ Agostini, futuro miembro fundador de la Escuela de Cine del Cusco, de la cual también fueron miembros los realizadores Luis Figueroa Yábar, Eulogio Nishiyama y Manuel Chambi. La última película realizada en Huancayo durante este periodo formativo fue "Los montoneros", según Wari Gálvez Rivas, y que fue dirigida por Atilio Samaniego Arauco en 1970.

### Críticas iniciales
La principal crítica que se hacía al cine peruano en esa época era la “carencia de naturalidad”, porque el aparato reproducía las imágenes difusas y con un parpadeo (esto se corrige en 1908), además de la falta de sonido y el blanco y negro de las imágenes. Todo esto irritaba a las sensibilidades educadas en una estética armoniosa y fluida.
Según afirma R. Bedoya en 100 Años del cine en Perú: una historia crítica: 

"Es probable que la Primera Guerra Mundial y las carencias de material fílmico virgen que ella trajo consigo fueran los factores determinantes de tal escasez”... “también puede ser explicada por el carácter subordinado que tuvo el cine hecho en Perú desde sus inicios. Si el documental era propicio para ser colocado en la programación como material de relleno o complemento de cintos extranjeras, la ficción en cambio concurría directamente con las industrias cinematográficas norteamericanas y europeas, que apelaban en forma creciente a la seducción de la tecnología, la larga duración y los rostros de unos actores a los que se adhería pronto el prestigio de lo mitológico”... “el cine argumental, por otro lado, tenía un costo de producción superior al documental, excedente que los dueños de las salas, que entonces fungían de productores, no estaban dispuestos a sufragar, más aún cuando el público, a esas alturas del desarrollo del espectáculo cinematográfico, exigía la calidad técnica del cine extranjero y no pálidas e imperfectas copias nacionales de las comedias sofisticadas foráneas."

### Cinemas
A partir de 1908, el apogeo del negocio cinematográfico, se instalan los aparatos de reproducción en muchos establecimientos levantados para ese propósito. Además se realizan las proyecciones con acompañamiento de la música de un fonógrafo. Se constituye la Empresa del Cinema Teatro (desde 1915 Empresa de Teatros y Cinemas S.A.), y construyen el Cinema Teatro de la calle Belén en 1909, y en noviembre de 1913 se traslada una nueva sala construida de la calle La Merced. La gran cantidad de público que empezó a acudir al Cinema Teatro probó que existía un mercado importante para el cine. En 1911 se forma la Compañía Internacional Cinematográfica, construyen su sala Excelsior de la calle Baquijano en 1914, y ambas compañías competían en la proyección de películas extranjeras.
La primera película peruana de ficción fue Negocio al agua, estrenada en abril de 1913 en el Cinema Teatro de Lima. La respuesta de su rival fue la realización de Del manicomio al matrimonio estrenada en junio del mismo año. Estas dos películas fueron las únicas de ficción hechas en Perú de ese período.

### Década de 1920

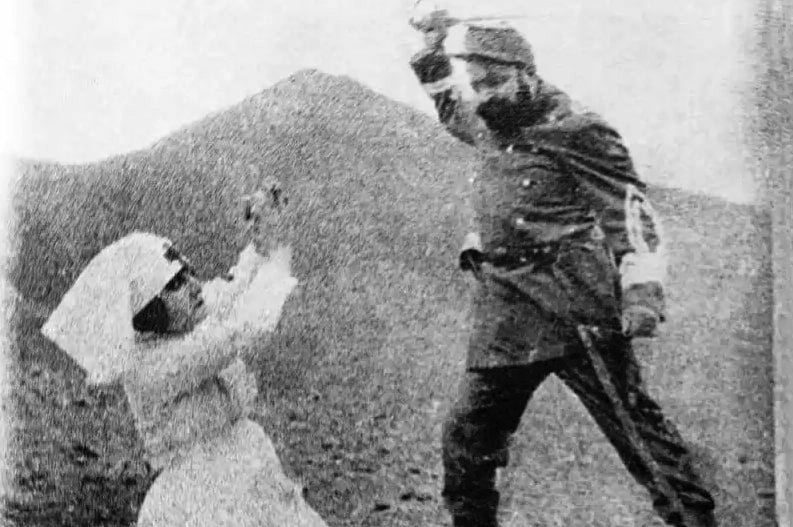
Un soldado chileno golpea a una enfermera, en un anuncio de la película peruana Páginas heroicas.

En 1922 se estrena Camino de la venganza, de Lima Films, que reflejaba en su argumento la contradicción de la vida rural, sana y robusta, con la vida de la capital, llena de peligros. Este argumento sería recurrente en adelante. La sociedad peruana mostraba esa división entre lo rural y la urbe, y el cine la retrató por su afán de mostrar la realidad social con hechos cercanos al público, y así atraerlo. Mientras, el público peruano empezó a preferir el cine estadounidense, y se conocieron los filmes de Chaplin, que empezaba a hacerse famoso en el mundo.
En 1926 hubo una controversia porque se iba a estrenar una película (Páginas heroicas) sobre la Guerra del Pacífico y el gobierno del presidente Augusto B. Leguía censuró su estreno porque ofendía los sentimientos patrióticos de Chile. Se discutió algunos meses, pero nunca llegó a estrenarse.
En 1928 se estrenó La Perricholi, que fue un éxito, y que incluso fue apreciada en el extranjero. Empieza a tomar fuerza la prensa cinematográfica, salen revistas especializadas como: Cines y Estrellas, Luces y Sombras, La Semana Cinematográfica, etc. Además otras publicaciones incluyen en sus números secciones dedicadas al cine como: El Mundo en la Pantalla del diario La Prensa, El Mundo del Celuloide en la revista Variedades, etc.

### Década de 1930
Posteriormente se estrenaría la primera película sonora peruana que fue Resaca (1934) dirigida por Alberto Santana ambientada en el mundo del boxeo , previamente se había sonorizado el documental La manifestación patriótica del 28 de mayo de 1933 (1933) , y se inicia el corto periodo de auge de producción llamado cine criollo. Surge la sociedad Patria Films, que realiza varias películas: solo en 1930 se hicieron siete largometrajes. En 1932 se promulgó una norma legal que creaba la Escuela de Cinemática Ambulante: su objetivo era la educación masiva y la integración de la masa indígena al proceso nacional. Lo que se hacían era llevar unidades móviles con un proyector junto con películas de índole artística y científica. Este sistema fue fugaz, debido a que su financiación fue imposible, y poco a poco el público fue menos a las salas y la producción nacional empezó a disminuir.

### Década de 1940
En la década de 1940 se dan leyes para fomentar la producción cinematográfica, pero se produce una crisis por la creciente competencia y desarrollo de la producción de otros países como México, pero aún se hacen algunas películas.
En los cuarenta, la AAA (Asociación de Artistas Aficionados) incursiona en el cine con La Lunareja, una adaptación de "Una moza de rompe y raja" de Ricardo Palma; la producción, guion y dirección a cargo de Bernardo Roca Rey, y con la asesoría de Elvira Miró Quesada y el vestuario de Mocha Graña. Estrenada en 1946 en el cine Metro y considerada como una de las mejores realizaciones peruanas de su época. El reparto estuvo constituido por María Rivera, Ricardo Roca Rey, Bernardo Roca Rey, Antonio Flores Estrada (padre e hijo), Carlos Roca Rey, Rosita Serdio Velarde, Enrique García, Rodolfo Ledgard, Paquita Rodo Reda, Roberto Roca Rey y Rosa Egoaguirre.

### Década de 1950
En los años 1950 (auge del cine estadounidense y mexicano), solo se hace un largometraje peruano, pero se hacen muchos documentales y noticiarios. Estos documentales tienen su principal representación en lo que se llama la etapa del Cine Club Cusco, quienes retrataban las costumbres de los pueblos andinos (carnavales, fiestas religiosas, etc.) y llegan en la década siguiente a filmar dos largometrajes en quechua: Kukuli (1961), dirigida por Luis Figueroa y Jarawi (1966), basados en leyendas indígenas. Luego empezarían a hacerse coproducciones con México. A fines de la década de 1950 se introduce la televisión y el cine de la siguiente década se ve provisto de personajes protagonistas de la misma, ya que habían tenido acogida en la vida doméstica.

### 1962
En 1962 se da una ley que libera de impuestos a toda exhibición de largometrajes producidos en Perú por empresas peruanas, mas no daba alternativas de financiación, ni otorgaba otras facilidades para que empresarios jóvenes se iniciaran en la actividad cinematográfica por lo que su efecto fue escaso. 

### 1972
Durante el gobierno militar del General Juan Velasco Alvarado, en 1972, se promulga la Ley de Fomento a la Industria Cinematográfica, que promovía la exhibición obligatoria (determinada por la Comisión de Promoción Cinematográfica) y la retribución porcentual. Esto significó que se hagan producciones nacionales, especialmente de cortometrajes. Los precios eran fijados por las municipalidades, que los mantenían bajos, pero eso se compensaba por la cantidad de gente que asistía. Sin embargo el cine peruano ha sido desde siempre un rotundo fracaso a pesar de los precios tan bajos. Esta ley se consolidaría en 2003 bajo la Ley de Cinematografía Peruana.
Poco a poco, el público fue advirtiendo que los cortos realizados eran de baja calidad y predominaba la improvisación y la inexperiencia. Además los exhibidores también reaccionaron en contra ya que veían esta ley como una imposición de un gobierno autoritario y que a expensas de sus ganancias alentaban la producción nacional. De los 15 años ocurridos en la Ley de Fomento, el mayor récord de producción de largometrajes ocurrió a mediados de los años 1980 con apenas seis por año.

### Crisis de los años 1980

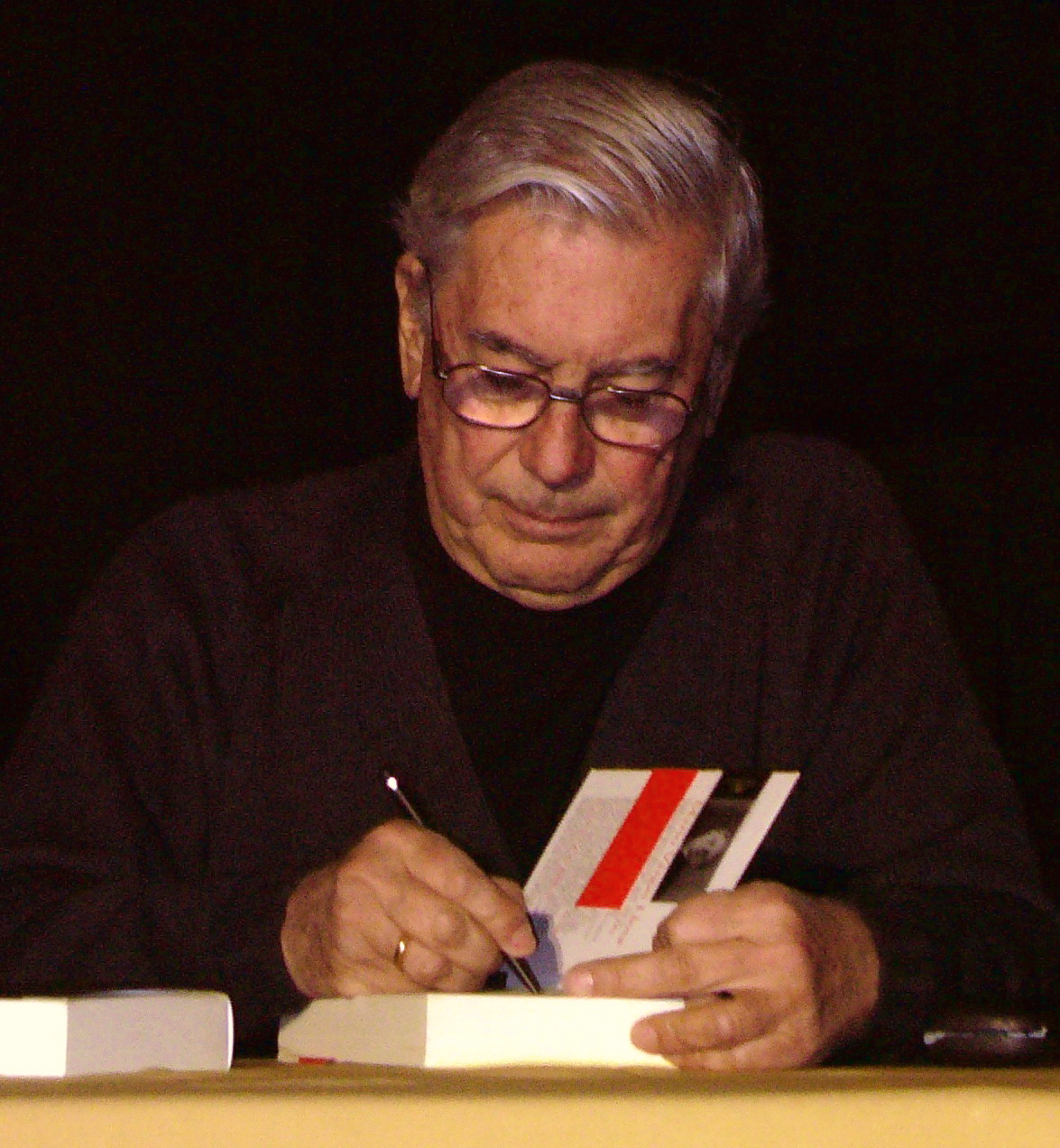
Mario Vargas Llosa, autor de La ciudad y los perros.

En los años 1980 con los fracasos de las películas peruanas, con la crisis económica de Perú y con los desastres provocados por el terrorismo se empezó a distinguir una característica más populista y de retrato de la realidad social en la mayoría de las producciones. En ese entonces se estableció la Asociación de Cineastas del Perú para encargarse de producir la mayor parte de las películas nacionales. Se promulgó la ley 19327 de 1985 para fomentar estímulos en la producción de obras por al menos 15 años, que fue derogada en el gobierno de Alberto Fujimori para dar cabida al Consejo Nacional de Cinematografía.

#### Literatura y cine
En los años 1980 surge una nueva generación de cineastas. Uno de ellos es Francisco José Lombardi (quien hizo una adaptación de la novela La ciudad y los perros de Mario Vargas Llosa en 1985) y quien ha adaptado al cine también otras obras de la literatura peruana.

#### Cine itinerante

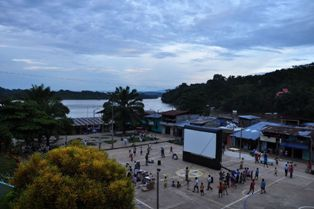
Función al aire libre con pantalla inflable en zona rural de Perú.

Asimismo Grupo Chaski, otra asociación cultural creada en 1985, empieza a producir y difundir películas peruanas y latinoamericanas a través de su trabajo de "difusión popular". Con un proyector de 16mm, un ecran portátil, un equipo de sonido y un catálogo de 25 películas peruanas y latinas, realiza proyecciones junto a comedores populares, comités de vaso de leche, grupos parroquiales, sindicatos, organizaciones de asentamientos humanos y organizaciones diversas. No era necesaria una sala de cine, los centros comunales, las canchitas de fútbol y las parroquias eran los espacios que permitían descentralizar el cine hacia donde estaba su público.
Ante la carencia de exhibición cinematográfica en las zonas más apartadas de las grandes ciudades del país, un grupo de jóvenes interesados por promover el cine, se propone la tarea de ir a pueblos y comunidades donde el cine no lo había hecho antes para que la gente conozca y aprenda del cine latinoamericano. Para ello se probó la asociación Nómadas, una organización creada en junio del 2007 para llevar el cine a lugares apartados de Perú con cartelera de películas internacionales.

#### Cine regional peruano
En Perú, se denomina «cine regional» al cine realizado en departamentos aledaños a Lima, en que destaca a Huánuco como uno de los ejes de su desarrollo. Comprende temas sociales, así como místicos de la tradición oral andina como jarjachas, pishtacos y condenados, o de la mitología amazónica como el Tunche o el Chullachaqui, según los críticos Emilio Bustamante y Jaime Luna Victoria. Desde 2011, algunas películas seleccionadas fueron transmitidas por TV Perú.

### Actualidad
En 1994, se iniciaron iniciativas económicas para fomentar el cine y se inauguró el Consejo Nacional de Cinematografía (Conacine). Este organismo se encargó de organizar concursos dos veces al año, con premios de entre 155 y 270 unidades impositivas tributarias.
En 2005, se lanzó la primera película de animación digital Piratas en el Callao. La empresa Alpamayo Entertainment se encargó posteriormente de producir otras películas de animación hasta su quiebra en 2007.
En 2013 el Ministerio de Cultura anunció que la Dirección del Audiovisual, la Fonografía y los Nuevos Medios reemplazó al Conacine; este ente sería responsable de continuar fomentando incentivos económicos. El 30 de agosto de 2017, se aprobó una ley de cine en el cual se permitirá triplicar los recursos que el Estado destina a este sector.
Para la década de 2010 se destacan en el panorama cinéfilo : Armando Robles Godoy, Federico García Hurtado , Francisco Lombardi, Augusto Tamayo San Román, Josué Méndez, Lucho Llosa, Javier Corcuera, Claudia Llosa, y Salvador del Solar. Entre los directores pioneros y jóvenes podemos mencionar a: Luis Gonzales Soza, Hugo Palomino Espinoza, León Cáceres Torres, Nilo Inga, Dalmer Quintana, Daniel Núñez, Nina Peñaloza, Rossana Díaz Costa, Rosario García-Montero, Ana Caridad Sánchez y Juan Daniel F. Molero.[cita requerida]

## Industria y cultura
Que el cine haya empezado en Perú, de algún modo, documental y noticioso, da cuenta de la necesidad que, por la falta de comunicaciones tenía el pueblo de conocer lo que ocurría dentro de la nación y también fuera. El turismo interno a inicios del siglo XX era prácticamente inexistente, por eso en el cine de esa época se pueden encontrar cortos documentales con títulos como: La catedral de Lima, Camino a la Oroya y Chanchamayo.
Hacia el siglo XXI, el consumo de los peruanos por el cine cambió y el cine peruano empezó a crecer en producciones debido al surgimiento de técnicas para abaratar costes, como el video digital. El público peruano se había acostumbrado al cine de Hollywood (el 72 % de los encuestados frente al 5 % de los que prefieren al peruano en 2020, según Ipsos). En este sentido, se debatió sobre la conveniencia de producir y distribuir el cine peruano al público general. Pierre Emile Vandoorne, jefe de la Dirección del Audiovisual, la Fonografía y los Nuevos Medios (DAFO) del Ministerio de Cultura, señaló que para 2017 existiría una industria cinematográfica con una decena de producciones al año. No obstante, el proyecto de crear una cinemateca quedó en suspenso, lo que dificulta a los especialistas analizar el pasado y futuro de la industria del cine peruano.

### Representaciones sociales
En Perú se desarrollaron películas ambientadas en barrios marginales y que trataron en profundidad temas relevantes como el terrorismo, la lucha de clases y la calidad de vida de la sociedad ante los problemas como la discriminación social y el clasismo. Los blogs especializados consideran que las películas deben abordan temas para conectar al público general en lugar de solo buscar la excelencia artística. Es importante señalar que el cine debe llegar a distintos grupos sociales, es decir, debe integrar a la sociedad, lo que permite que los habitantes formen parte de sus costumbres.
El tratamiento de temas históricos desde una perspectiva provinciana generó discrepancias con el establishment cultural limeño que domina el país, posiblemente porque el cine regional no tenía cobertura mediática ni reconocimiento por la élite local hasta que fue incluido en los incentivos económicos entre 2007 y 2010. Esta tendencia se ha mantenido en cierta medida, ya que años después los políticos de la derecha conservadora intentaron imponer sus narrativas ideológicas, por ejemplo, en el tema del conflicto armado interno. También se ha visto cómo las empresas intentan excluir los conflictos y situaciones que atraviesan los peruanos de otras culturas del país.
Al ser Perú un país de libre mercado, producto de un sistema neoliberal, los productores locales procuraron ser cautelosos con los temas comprometedores para recibir financiamiento, ganar audiencia o tener aceptación. Por ejemplo, mientras que Tondero obtenía altos resultados comerciales con películas de comedia, Willaq Pirqa fue uno de los casos de producción independiente con éxito de audiencia.
Miguel Valladares, director general de Tondero, productora dedicada al cine de autor y comercial, reflexionaba en 2025 sobre la falta de respaldo del público en las salas para las producciones de cine de autor.

### Financiamiento
Un estudio revelado por Cineencuentro en 2023 afirmaba que existen dos tipificaciones del cine peruano, las películas independientes y las películas de género. Las películas independientes permanecieron autofinanciadas debido a la ausencia de auspiciadores que determinen si sus historias son víables para la audiencia, mientras que las de género han recurrido a nuevas técnicas de mercadeo inspirado en el éxito de Tondero con su película ¡Asu mare!. Para este último, varias productoras se instalaron en Lima.
En el caso del cine independiente, últimamente se ha diversificado y se presenta en festivales internacionales de cine. Además, el Festival de Cine de Lima ha permitido la entrada del cine regional y se han creado nuevos centros como la Escuela de Cine Amazónico.  Hasta 2011, el Consejo Nacional de Cinematografía (Conacine) realizó galas para agilizar el proceso de posproducción y fomentar incentivos económicos,  aunque esta medida fue objeto de polémica al optar por el formato DVD en lugar de las masterizaciones de 35 mm. Desde entonces, la DAFO se encargaría de financiar las producciones originales, sin que el Estado consiga pagar la producción en su totalidad.
En 2023 la congresista Adriana Tudela creó un proyecto de ley para incentivar la inversión privada y el turismo por el cine extranjero, el cual se estableciese financiamiento limitado de producciones hechas en el Perú (en ese entonces se produjeron entre 60 y 70 películas al año). El proyecto fue criticado por el Colectivo en Defensa del Cine Peruano en el contexto de los incentivos económicos, ya que se perdería la «diversidad de voces» en la industria nacional. La ley entró en vigor en 2025 y establece un límite del 70 % de cada película financiada por el Ministerio de Cultura, previa aprobación y mientras este garantice «supervisión y transparencia en el uso de los fondos, con mecanismos de rendición de cuentas y publicación periódica de los beneficiarios».

### Taquilla
El escritor y director Augusto Tamayo señaló que Abisa a los compañeros fue una de las primeras películas en alcanzar los 700 000 espectadores en 1980. Posteriormente, La fuga del Chacal fue la película más vista por la audiencia peruana desde su estreno en 1987 hasta 2013 con casi un millón de espectadores. En 2014, ¡Asu mare! la superó con más de tres millones. Junto al alto desempeño de la audiencia de Cementerio general en ese año (casi un cuarto de millón), Tamayo comentó que surgió el interés de los espectadores por la industria cinematográfica del país. Sin embargo, el crítico de cine Christian Wiener afirmó que el boom del cine de comedia y terror, producto de las películas taquilleras, había disminuido ligeramente en 2017.
En 2024, la cinematografía nacional alcanzó un hito sin precedentes con el estreno de 34 películas peruanas, lo que puso de manifiesto el crecimiento y la popularidad del cine peruano. Las películas peruanas Vaguito, Vivo o muerto y Chabuca ocuparon simultáneamente las tres primeras posiciones de audiencia en la taquilla comercial. Vaguito ocupó 750 mil espectadores.  La inclusión de dos películas de autor, La piel más temida y Yana-Wara, supuso otro récord, ya que fue la primera vez que cinco películas nacionales se proyectaban simultáneamente en la cartelera.

### Preservación
Debido a la falta de recursos y a la tendencia de destruir las copias por parte de los distribuidores, los esfuerzos por establecer un archivo nacional en 1965 y 1980 fracasaron. En 1965 se fundó la Cinemateca Universitaria, la cual fue la primera en ser acreditada por la FIAF.
En 1986, a partir de los remanentes de la Cinemateca de Lima, se fundó la "Filmoteca de Lima Museo de Arte EDUBANCO". Ubicado en el salón del Palacio de la Exposición, dicha institución estuvo dirigida por Isaac León Frías hasta 2001 y, con el apoyo de la Filmoteca de la UNAM y la Cinemateca Brasileira, logro restaurar Yo perdí mi corazón en Lima, De carne somos y Taita Cristo. Debido a sus bajos recursos, la filmoteca fue adquirida en 2004 por la Pontificia Universidad Católica del Perú y pasó a ser la Filmoteca PUCP.
Otros archivos fílmicos son el Archivo Peruano de Imagen y Sonido y la colección de noticiarios de la Biblioteca Nacional del Perú.

## Festivales
- Festival de Cine de Lima
- Inkafest Mountain Film Festival
- Festival Internacional de Cortometrajes de Cusco
- Festival de Cine de Ayacucho
- Festival de cine de Huanuco
- Festival de cine de Chiclayo

## Sociedades
A noviembre de 2006, las sociedades relevantes que velan por el sindicato del cine peruano son:
- Cinema Perú
- Sociedad Peruana de la Industria Audiovisual (SPIA)
- Asociación de Productores Cinematográficos del Perú (APCP)
- Artistas Intérpretes del Perú (SAIP)
- Asociación Nacional de Actores, Intérpretes y Ejecutantes (ANAIE)
- Asociación de cineastas de Junín

## Nominaciones y premios
Según Infobae, un comité externo contratado por el Ministerio de Cultura se encarga de postular películas a premios internacionales.

### Premios Óscar
| Ceremonia     | Filme (año)             | Directora     | Categoría                          | Resultado |
| Edición (año) | Filme (año)             | Directora     | Categoría                          | Resultado |
| ------------- | ----------------------- | ------------- | ---------------------------------- | --------- |
| 82.ª (2010)   | La teta asustada (2009) | Claudia Llosa | Mejor película de habla no inglesa | Nominada  |

### Premios Globo de Oro
| Ceremonia     | Filme (año)      | Director             | Categoría                           | Resultado |
| Edición (año) | Filme (año)      | Director             | Categoría                           | Resultado |
| ------------- | ---------------- | -------------------- | ----------------------------------- | --------- |
| 30.ª (1973)   | Espejismo (1972) | Armando Robles Godoy | Mejor película en lengua no inglesa | Nominada  |

### Festival Internacional de Cine de Berlín
| Ceremonia     | Filme (año)             | Director(a)             | Categoría                         | Resultado |
| Edición (año) | Filme (año)             | Director(a)             | Categoría                         | Resultado |
| ------------- | ----------------------- | ----------------------- | --------------------------------- | --------- |
| 2009          | La teta asustada (2009) | Claudia Llosa           | Oso de Oro                        | Ganadora  |
| 2017          | Retablo (2017)          | Álvaro Delgado Aparicio | Mención Especial del Jurado Joven | Ganadora  |

### Premios Ariel
| Ceremonia     | Filme (año)             | Directora                | Categoría                     | Resultado |
| Edición (año) | Filme (año)             | Directora                | Categoría                     | Resultado |
| ------------- | ----------------------- | ------------------------ | ----------------------------- | --------- |
| 44.ª (2002)   | El bien esquivo (2001)  | Augusto Tamayo San Román | Mejor película iberoamericana | Nominada  |
| 52.ª (2010)   | La teta asustada (2009) | Claudia Llosa            | Mejor película iberoamericana | Nominada  |
| 62.ª (2020)   | Retablo (2017)          | Álvaro Delgado-Aparicio  | Mejor película iberoamericana | Nominada  |